# Fayet-Ronaye
Fayet-Ronaye ist eine französische Gemeinde mit 107 Einwohnern (Stand: 1. Januar 2022) im Département Puy-de-Dôme in der Region Auvergne-Rhône-Alpes (vor 2016 Auvergne). Sie gehört zum Arrondissement Ambert und zum Kanton Les Monts du Livradois (bis 2015 Kanton Saint-Germain-l’Herm).

## Geographie
Fayet-Ronaye liegt etwa 45 Kilometer südsüdöstlich von Clermont-Ferrand im Regionalen Naturpark Livradois-Forez. Das Gemeindegebiet wird vom Fluss Doulon durchquert. Nachbargemeinden von Fayet-Ronaye sind Saint-Germain-l’Herm im Norden, Saint-Bonnet-le-Bourg im Osten, Doranges im Südosten, Saint-Vert im Süden, Chassignolles im Westen und Südwesten, Saint-Martin-d’Ollières im Westen sowie Peslières im Westen und Nordwesten.

## Bevölkerungsentwicklung
| Jahr                       | 1962 | 1968 | 1975 | 1982 | 1990 | 1999 | 2006 | 2013 |
| Einwohner                  | 364  | 324  | 243  | 175  | 163  | 143  | 123  | 102  |
| Quellen: Cassini und INSEE |      |      |      |      |      |      |      |      |

## Sehenswürdigkeiten
- Kirche aus dem 15./16. Jahrhundert
- Motte von Fayet